# Visa (La dictée)
Visa (La dictée) es una película del año 2004.

## Sinopsis
Los países comprendidos en el espacio Shengen inventan una nueva ley para la emigración. Ahora es necesario aprobar el “dictado Pívot” para obtener un visado para Europa. Rachid, decidido a emigrar, debe pasar por esa prueba.

## Premios
- Festival du film court francophone de Vaulx-en-Velin 2004
- 26°Festival International Cinemed de Montpellier 2004
- Journées Cinématographiques de Carthage 2004